# مساواة (رواية)
مساواة (بالإنجليزية: Equality)‏ هي رواية طوباوية للكاتب والمحامي الأمريكي إدوارد بيلامي. وهي تتمة لروايته الأخرى النظر إلى الماضي: 2000-1887. نشرت الرواية للمرة الأولى في 1897. استخدم بيلامي هذه الرواية للتوسع في نظرياته التي طرحها في النظر إلى الماضي سابقاً.
النصوص الآن ضمن الملكية العامة، ومتوفرة بشكل حر.

## وصلات خارجية
- كتاب مجاني: مساواة على مشروع غوتنبرغ
- مساواة، على جوجل بوكس.